# Majsolen

Majsolen i Argentinas flagga

Majsolen i Perus flagga, 1822

Majsolen i Uruguays flagga och statsvapen, 1830

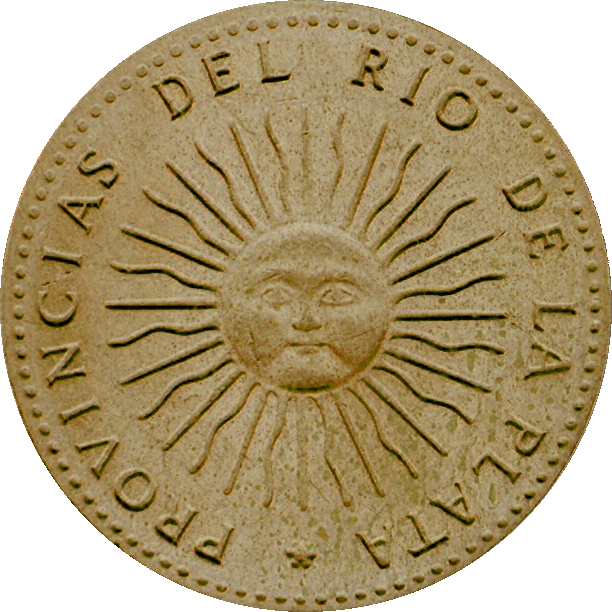
Río de la Platas förenade provinsers mynt, 1813

Majsolen (spanska: Sol de Mayo) är en solsymbol och är en nationalsymbolen för Argentina och Uruguay. Majsolen återfinns i Argentinas flagga och Uruguays flagga. Skillnaden mellan flaggornas olika solar är främst antalet solstrålar; Argentina har 32 solstrålar medan Uruguays majsol har hälften, 16 solstrålar.

## Flaggor

### Nationalflaggor

Argentinas flagga
Uruguays flagga

### Tidigare använda nationalflaggor

Argentinas andra flagga
Perus första flagga
Perus andra flagga
Perus tredje flagga
Uruguays andra flagga

### Historiska flaggor

Argentinska konfederationens första flagga.
Argentinska konfederationens andra flagga.
Estado Orientals flagga använd av Partido Nacional.
Flagga använd av Fructuoso Rivera under inbördeskriget i Uruguay.

### Militära flaggor

Argentinas armé.
Argentinas flotta.
Argentinas flotta.
Uruguays flotta.